# 2025 w sporcie

## Styczeń
- 30 grudnia – 1 stycznia – 2. Turniej Dwóch Nocy w skokach narciarskich kobiet. Po wygraną sięgnęła Słowenka Nika Prevc[1].
- 15 grudnia – 3 stycznia – 33. Mistrzostwa Świata w dartach federacji PDC w Londynie. W  finale Luke Littler pokonał Michaela van Gerwena 7:3[2].
- 27 grudnia – 5 styczni – 3. edycja United Cup. W finale reprezentacja Stanów Zjednoczonych pokonała reprezentację Polski 2:0[3].
- 28 grudnia – 5 stycznia – 19. edycja Tour de Ski w biegach narciarskich.W klasyfikacji generalnej triumf odnieśli Johannes Høsflot Klæbo  i Therese Johaug[4][5].
- 29 grudnia – 6 stycznia – 73. Turniej Czterech Skoczni w skokach narciarskich. Zwycięstwo odniósł Austriak Daniel Tschofenig[6].
- 10 stycznia – 12 stycznia – Mistrzostwa Europy w Łyżwiarstwie Szybkim w wielobojach w holenderskim Heerenveen.  Klasyfikację medalową wygrali Holendrzy[7].
- 17 stycznia – 19 stycznia – 28. Mistrzostwa Europy w short tracku w Dreźnie. W klasyfikacji medalowej triumf odnieśli reprezentanci Włoch. Polacy zajęli 5. pozycję z dorobkiem trzech medali[8].
- 18 stycznia – 19 stycznia – Mistrzostwa Europy w saneczkarstwie na torach lodowych. Reprezentacja Austrii zdobyła 8 medali[9].
- 12 stycznia – 19 stycznia – Snookerowy turniej Masters w Londynie. W angielskim finale Shaun Murphy pokonał Kyrena Wilsona 10:7[10].
- 13 stycznia – 23 stycznia – Zimowa Uniwersjada 2025 w Turynie. Klasyfikacje medalową wygrali Francuzi z 40 medalami. Polska zdobyła 14 medali (6 złotych, 3 srebrne i 5 brązowych)[11].
- 12 stycznia – 25 stycznia – Australian Open 2025. W finale kobiecego turnieju Madison Keys pokonała Arynę Sabalenkę 6:3, 2:6, 7:5[12]. W męskim turnieju zwyciężył Jannik Sinner pokonując w finale Alexandra Zvereva 6:3, 7:6(4), 6:3[13].

## Luty
- 14 stycznia – 2 lutego – Mistrzostwa Świata w Piłce Ręcznej Mężczyzn. Po raz 4 z rzędu mistrzami została Dania. W finale pokonała Chorwację[14] 26:32. Brązowy medal wywalczyła Francja. Polska zakończyła mistrzostwa na 25 miejscu i zdobyła Puchar Prezydenta[15].
- 31 stycznia – 2 lutego – Mistrzostwa Świata w kolarstwie przełajowym. W rywalizacji kobiet po raz trzeci z rzędu tytuł wywalczyła Fem van Empel[16]. W  zawodach mężczyzn  po raz siódmy wygrał Mathieu van der Poel[17].
- 6 lutego – 8 lutego – LIV Golf Riyadh. Adrian Meronk zwyciężył w prestiżowym turnieju golfowym w Arabii Saudyjskiej[18].
- 6 lutego – 8 lutego – Mistrzostwa Świata w Saneczkarstwie. Klasyfikacje medalową wygrali Niemcy z 12 medalami.
- 3 lutego – 9 lutego – Halowe mistrzostwa świata w hokeju na trawie. W rywalizacji mężczyzn zwyciężyli Niemcy, a kobiet reprezentacja Polski[19].
- 10 lutego – Super Bowl LIX. Philadelphia Eagles pokonała Kansas City Chiefs 40–22. MVP został Jalen Hurts[20].
- 4 lutego – 16 lutego – Mistrzostwa Świata w Narciarstwie Alpejskim   Klasyfikacje medalową wygrali Szwajcarzy z 13 medalami[21].
- 12 lutego – 16 lutego – Mistrzostwa Europy w Kolarstwie Torowym Klasyfikacje medalową wygrali Holendrzy z 16 medalami.
- 7 lutego – 17 lutego – Zimowe Igrzyska Azjatyckie Klasyfikacje medalową wygrali Chińczycy z 85 medalami.
- 11 lutego – 23 lutego – Mistrzostwa Świata w Biathlonie

## Marzec
- 26 lutego – 9 marca – Mistrzostwa Świata w Narciarstwie Klasycznym. Klasyfikację medalową wygrała Norwegia (14 złotych, 11 srebrne i 8 brązowych). Johannes Høsflot Klæbo został pierwszym narciarzem w historii, który wywalczył na jednych mistrzostwach świata sześć złotych medali[22]. Po konkursie mistrzostw świata w skokach narciarskich na dużej skoczni norwescy skoczkowie zostali zdyskwalifikowani za manipulacje przy kombinezonach[23].
- 6 marca – 9 marca – Halowe Mistrzostwa Europy w Lekkoatletyce
- 6 marca – 16 marca – Mistrzostwa Świata w bobslejach i skeletonie (IBSF)
- 13 marca – 16 marca – Mistrzostwa Świata w Łyżwiarstwie Szybkim na Dystansach
- 14 marca – 16 marca – Mistrzostwa Świata w Short Tracku
- 15 marca – 23 marca – Mistrzostwa świata w curlingu kobiet. Mistrzyniami zostały Kanadyjki, srebro dla Szwajcarek, a brąz dla Chinek.
- 19 marca – 30 marca – Mistrzostwa Świata w Narciarstwie Dowolnym i Snowboardingu
- 21 marca – 23 marca – Halowe Mistrzostwa Świata w Lekkoatletyce
- 25 marca – 30 marca – Mistrzostwa Świata w Łyżwiarstwie Figurowym

## Kwiecień
- 29 marca – 6 kwietnia – Mistrzostwa Świata Mężczyzn w Curlingu. Mistrzami zostali Szkoci, srebro dla Szwajcarów, a brąz dla Kanady.
- 1 kwietnia – 23 kwietnia – Mistrzostwa świata kobiet w szachach. Tytuł obroniła Chinka Ju Wenjun. Pokonała rodaczkę, Tan Zhongyi 6½ do 2½[24].
- 9 kwietnia – 20 kwietnia – Mistrzostwa Świata w Hokeju na lodzie Kobiet. Mistrzyniami zostały Amerykanki, srebro dla Kanadyjek, a brąz dla Finek[25].

## Maj
- 19 kwietnia – 5 maja – Mistrzostwa świata w snookerze. Mistrzem został Chińczyk Zhao Xintong. W finale pokonał Walijczyka Marka Williamsa 18:12[26].
- 1 maja – 11 maja – Mistrzostwa Świata w Piłce Nożnej Plażowej  Po raz siódmy tytuł zdobyła reprezentacja Brazylii. W finale pokonała Białoruś[27].
- 9 maja – 25 maja – Mistrzostwa świata w hokeju na lodzie mężczyzn. Mistrzami zostali Amerykanie, którzy po dogrywce wygrali ze Szwajcarami[28].
- 9 maja –  18 maja –   Mistrzostwa świata w squashu mistrzem został Egipcjanin Mostafa Asal, a mistrzynią Nour El Sherbini.
- 16 maja–  18 maja  –  Liga Mistrzów w piłce siatkowej  Turniej wygrała  włoska drużyna Sir Safety Perugia, w finale pokonała Warte Zawiercie.
- 17 maja –  25 maja  –   Mistrzostwa świata w tenisie stołowym Cztery złote madeale zdobyłi reprezentanci Chin.
- 24 maja –Liga Mistrzyń UEFA W finale Arsenal Women 1:0 pokonał FC Barcelona Femení[29].
- 23 maja–  25 maja –  EuroLiga W finale Fenerbahçe Beko 81:70 pokonało AS Monaco[30]
- 31 maja – Liga Mistrzów UEFA  W finale PSG pokonało  Inter Mediolan 5:0[31].

## Czerwiec
- 1 czerwca – Puchar Mistrzów CONCACAF W finale Cruz Azul pokonał Vancouver Whitecaps FC 5:0[32].
- 9 maja – 1 czerwca Giro d’Italia  Wyścig wygrał Simon Yates. Klasygikacje górską wygrał  Lorenzo Fortunato[33].
- 26 maja – 1 czerwca Igrzyska małych państw Europy Klasyfikacje medalową wygrała reprezentacja Cypru.
- 25 maja – 7 czerwca – French Open  W finale kobiecego turnieju Coco Gauff pokonała Arynę Sabalenkę 7:6(5),, 2:6, 4:6[34]. W męskim turnieju zwyciężył Carlos Alcaraz pokonując w finale  Jannika Sinner 6:4, 7:6(4),4:6,6:7(3),6:7(2)[35].
- 4 czerwca  – 8 czerwca – Socca EuroCup W finałe Polska pokonała Francje 4:2[36].
- 15 czerwca –  Liga Mistrzów w piłce recznej W finale SC Magdeburg pokonał Füchse Berlin 30:25. Brąz zdobył HBC Nantes[37].
- 14 czerwca – 15 czerwca – 24h Le Mans W 93. edycji wyścigu 24h Le Mans Robert Kubica, jadący w barwach zespołu AF Corse, zwyciężył w klasie Hypercar wspólnie z Philem Hansonem i Yifei Ye, prowadząc Ferrari nr 83[38].W kategorii LMP2 triumfował polski zespół  Inter Europol Competition, którego kierowcą jest Jakub Śmiechowski, Tom Dillmann,Nick Yelloly[38].
- 14 czerwca – 19 czerwca – Mistrzostwa Europy w Szermierce Klasyfikację medalową wygrała Francja zdobywając 5 złotych, 3 srebrne i 1 brązowy medali.
- 13 czerwca – 20 czerwca – Mistrzostwa Świata w Judo Klasyfikację medalową wygrała Japonia zdobywając 6 złotych, 4 srebrne i 5 brązowych medali.
- 23 czerwca – 29 czerwca – Mistrzostwa Świata w koszykówce 3x3  W rywalizacji kobiet pierwszy tytuł zdobyły Holenderki, Polki zajeły czwarte miejsce[39]. W  zawodach mężczyzn pierwszy tytuł zdobyli Hiszpanie w finale pokonując Szwajcarów[40].
- 26 czerwca – 29 czerwca –Drużynowe Mistrzostwa Europy w Lekkoatletyce

## Lipiec
- 15 czerwca –13 lipca – Klubowe Mistrzostwa Świata w Piłce Nożnej  W finale Chelsea F.C. pokonała Paris Saint-Germain FC 3:0[41].
- 30 czerwca  –13 lipca –Wimbledon  W finale kobiecego turnieju Iga Świątek pokonała  Amande Anisimovą 6:0 6:0[42]. W męskim turnieju zwyciężył Jannik Sinner pokonując w finale  Carlosa Alcaraza 4:6, 6:4,6:4,6:4[43].
- 16 lipca –27 lipca  – Letnia Uniwersjada
- 22 lipca  – 30 lipca  – Mistrzostwa Świata w Szermierce

## Sierpień
11 lipca – 3 sierpnia –Mistrzostwa Świata w Pływaniu